# Bundesautobahn 41
Bundesautobahn 41 (Abkürzung: BAB 41) – Kurzform: Autobahn 41 (Abkürzung: A 41) – war die mit Wirkung ab 1. Januar 1975 eingeführte Projektbezeichnung einer geplanten Autobahn, die von der A 31 bei Rhade über Gelsenkirchen und Bochum bis zur A 43 bei Sprockhövel führen sollte. Mit dem Bundesverkehrswegeplan 1980 wurde die Planung verworfen. Von der A 41 wurde lediglich ein etwa fünf Kilometer langer Abschnitt zwischen Gelsenkirchen-Buer und der Anschlussstelle Dorsten-Ost im Verlauf der A 52 als Autobahn errichtet.

## Planungsgeschichte
Im aus dem Jahre 1971 stammenden Plan für den Ausbau der Bundesfernstraßen in den Jahren 1971 bis 1985 war der später als „Bundesautobahn 41“ bezeichnete Streckenzug als Neubauprojekt von drei Bundesstraßen vorgesehen:
| Kurzbezeichnung | Abschnitt | Ausbau                  | Dringlichkeitsstufe |
| --------------- | --- | ----------------------- | ------------------- |
| B 224n          | Dreieck mit der A 113 (heute: A 31) bei Rhade – Dorsten – Kreuz mit der B 1120 (später: A 40 bzw. Lipperandautobahn)    | vierstreifiger Ausbau,  | I                   |
| B 227n          | Kreuz mit der B 1120 (später: A 40 bzw. Lipperandautobahn) – Gelsenkirchen – Kreuz mit der B 1 (heute: A 40) bei Bochum | sechsstreifiger Ausbau, | I                   |
| B 51            | Kreuz mit der B 1 bei Bochum – Hattingen – Kreuz mit der A 77 (heute: A 43) bei Sprockhövel,                            | sechsstreifiger Ausbau, | II                  |

Entsprechend den festgelegten Dringlichkeitsstufen für den Bau dieser Bundesstraßen bestanden für den Abschnitt Rhade (A 113, heute: A 31) – Dorsten – Gelsenkirchen – Bochum-Höntrop (L 654) konkrete Planungen, während für den sich anschließenden südlichen Abschnitt lediglich eine noch nicht hinreichend bestimmte Linienführung vorlag.
Für den Nordabschnitt war folgender Verlauf angedacht:
Bundesstraße 224n:
- Dreieck mit A 113 (heute: A 31) bei Rhade nördlich der Bahnstrecke Borken – Dorsten
- östlich Deuten (B 58) sowie westlich Wulfen
- südwestlich Wulfen über Raum östlich Dorsten-Hervest zur heutigen AS Dorsten-Ost (entspricht im Wesentlichen der heute bestehenden Landesstraße 608)
- AS Dorsten-Ost – Kreuz mit der B 1120 bzw. A 40 „Lipperandautobahn“ (heute fertiggestellter und als A 52 gewidmeter Abschnitt)

Bundesstraße 227n:
- Kreuz mit der B 1120 (später als A 40 bzw. Lipperandautobahn bezeichnet) bis zum Dreieck mit der B 224 nördlich der AS Gelsenkirchen-Scholven (heute fertiggestellter und als A 52 gewidmeter Abschnitt)
- südlich Gelsenkirchen-Hassel sowie nördlich Gelsenkirchen-Buer
- östlich Gelsenkirchen-Buer und südwestlich Herten-Westerholt (mit Anschluss an die L 511)
- westlich Gelsenkirchen-Resse (mit Anschluss an die K 4 bei Resse und Kreuz mit der A 2 im Raum des heutigen Rasthofes „Resser Mark“)
- östlich Gelsenkirchen-Erle (mit Anschluss an die K 11/Willy-Brandt-Allee)
- westlich Gelsenkirchen-Bismarck (Kreuz mit der A 42 in Höhe der heutigen AS Gelsenkirchen-Schalke)
- westlich Gelsenkirchen-Bulmke-Hüllen und östlich Gelsenkirchen-Altstadt (mit Anschluss an die L 639/Florastraße)
- westlich des ehemaligen Thyssen-Hüttenwerkes Schalker Verein (mit Anschluss an die L 627)
- westlich Gelsenkirchen-Ückendorf und östlich Gelsenkirchen-Neustadt
- westlich Gelsenkirchen-Süd und westlich Leithe (im Wesentlichen auf der Trasse der B 227/Hattinger Straße)
- östlich der AS Gelsenkirchen-Süd (Kreuz mit der B 1, heute: A 40)

Der Südabschnitt sollte auf folgender Linie errichtet werden:
Bundesstraße 51:
- östlich der AS Gelsenkirchen-Süd (Kreuz mit der B 1, heute: A 40)
- östlich Essen-Freisenbruch und westlich Höntrop
- östlich Essen-Horst und westlich Dahlhausen
- Burgaltendorf
- Niederwenigern
- westlich und südlich Hattingen
- Bredenscheid
- Obersprockhövel
- südlich der AS Sprockhövel (Kreuz mit der A 77, der heutigen A 43)

Mit der Neustrukturierung der Autobahnnummerierung ab 1. Januar 1975 wurden die Neubauvorhaben der B 224n, der B 227n und der B 51 zwischen Rhade (A 31) und Sprockhövel (A 43) zu einem einheitlichen Streckenzug unter der Bezeichnung „Bundesautobahn 41“ zusammengefasst.
Nach dem Ersten Gesetz vom 5. August 1976 zur Änderung des Gesetzes über den Ausbau der Bundesfernstraßen in den Jahren 1971 bis 1985 (BGBl. 1976, Teil I, S. 2093) war die A 41 fast vollständig dem möglichen weiteren Bedarf zugeordnet. Lediglich ein kurzer Abschnitt zwischen der AS Gelsenkirchen-Hassel und der AS Dorsten-Ost war der Dringlichkeitsstufe Ia zugeordnet.
Mit dem Zweiten Gesetz vom 25. August 1980 zur Änderung des Gesetzes über den Ausbau der Bundesfernstraßen in den Jahren 1971 bis 1985 (BGBl. 1980, Teil I, S. 1614) wurde die A 41 im Bedarfsplan gestrichen. Insbesondere wurden auf der bisherigen Trasse der A 41 auch keine Ersatzplanungen, z. B. in Gestalt zwei- oder vierstreifiger Bundesstraßen, vorgesehen.
Eine Wiederaufnahme der Strecke durch das Dritte Gesetz vom 21. April 1986 zur Änderung des Gesetzes über den Ausbau der Bundesfernstraßen (BGBl. 1986, Teil I, S. 557) und das Vierte Gesetz zur Änderung des Fernstraßenausbaugesetzes vom 15. November 1993 (BGBl. 1993, Teil I, S. 1877) erfolgte nicht. Die Bedarfspläne beider Gesetze enthielten die A 41 ebenfalls nicht.
In den Bundesverkehrswegeplänen 2003 und 2015 ist die A 41 weiterhin nicht enthalten.
Zwischen Dorsten/Wulfen und der AS Dorsten-Ost wurde die Planung durch das Land Nordrhein-Westfalen aufgegriffen und als Landesstraße 608 realisiert.

## Fertiggestellte Abschnitte
1974 konnte eine erste Teilstrecke des als B 227n geplanten Neubaus zwischen der AS Gelsenkirchen-Hassel und dem Abzweig nördlich der AS Gelsenkirchen-Scholven dem Verkehr übergeben werden.
1977 erfolgte der Baubeginn für die Teilstrecke zwischen der AS Dorsten-Ost und der AS Gelsenkirchen-Hassel unter der Bezeichnung „A 41“, die 1980 fertiggestellt wurde. Die Widmung erfolgte jedoch zunächst weder als Bundesautobahn, noch als Bundesstraße, sondern als Landesstraße. Erst später wurde die Umwidmung zur A 52 vorgenommen. Die AS Dorsten-Ost wurde zunächst so ausgeführt, dass eine Führung der Fahrbahnen der A 41 in Richtung Wulfen später errichtet werden konnte: die Fahrbahnen der heutigen A 52 verliefen in diesem Bereich getrennt voneinander und mit entsprechenden Kurven der Auf- und Abfahrtsrampen für den Anschluss an die A 41. Diese Bauvorleistung wurde jedoch im Zuge der Neuerrichtung der L 608 nach Dorsten/Wulfen und der damit verbundenen Umgestaltung der AS Dorsten-Ost zurückgebaut.
Hingegen blieb die Bauvorleistung zwischen den Anschlussstellen Gelsenkirchen-Hassel und Gelsenkirchen-Scholven für das einst geplante Autobahndreieck Gelsenkirchen-Buer-Nord erhalten: die beiden Fahrbahnen verlaufen hier getrennt und die Standstreifen sind überbreit.
Eine weitere Bauvorleistung ist im Bereich der heutigen Anschlussstelle Gelsenkirchen-Schalke der A 42 zu finden. Dort wurden bereits die Brücken für die Parallelfahrbahnen im Autobahnkreuz Gelsenkirchen angelegt.
Folgende Teilabschnitte auf der ursprünglichen Trasse der A 41 wurden fertiggestellt:
- AS Gelsenkirchen-Hassel – geplantes AD nördlich AS Gelsenkirchen-Scholven: 1974 (1,5 km; später als A 52 gewidmet)
- AS Dorsten-Ost – AS Gelsenkirchen-Hassel: 1980 (2,9 km; zunächst als Landesstraße gewidmet, später als A 52)
- nördlich AS Dorsten-Hervest – AS Dorsten-Ost: 1992/93 (6 km; zweistreifig, als L 608 gewidmet)